# Ализаде, Франгиз Алиага кызы
Фирангиз Алиага кызы Ализаде (азерб. Firəngiz Əliağa qızı Əlizadə; род. 28 мая 1947, Баку) — азербайджанский композитор, пианистка, музыковед и педагог, Народная артистка Азербайджана (2000). Артист ЮНЕСКО во имя мира (2008), председатель Союза композиторов Азербайджана (2007).

## Биография
Закончила Бакинскую консерваторию по классам фортепиано Урфана Халилова (1970) и композиции Кара Караева (1972). Была первой исполнительницей в Азербайджане, а в ряде случаев и в СССР, фортепианных произведений классиков музыкального авангарда XX века: Арнольда Шёнберга, Антона Веберна, Альбана Берга, Оливье Мессиана, Джона Кейджа, Джорджа Крама.
С 1976 года преподавала в Бакинской консерватории, с 1990 — профессор. В 1993—1996 — преподаватель в консерватории города Мерсин (Турция), руководитель оперного хора. С 1999 года жила в ФРГ. Затем вернулась на родину и в 2007 году была избрана руководителем Союза композиторов Азербайджана.
Как композитор Али-заде сотрудничала с целым рядом ведущих мировых исполнителей — особенно с виолончелистами: её концерт для виолончели с оркестром был посвящён Ивану Монигетти и исполнен им, пьеса «Дервиш» написана для Йо-Йо-Ма и включена им в программу мирового турне, пьеса «Оян!» написана по заказу Мстислава Ростроповича как обязательное сочинение Международного конкурса виолончелистов Мстислава Ростроповича. Диск, полностью состоящий из произведений Али-заде, записал Кронос-квартет. Кроме того, произведения Али-заде исполняют Давид Герингас, Александр Ивашкин, другие известные музыканты и ансамбли.
Помимо музыкальных сочинений Фирангиз Ализаде принадлежит также сборник статей «Симфоническая музыка Азербайджана» (азерб. Azərbaycanın simfonik musiqisi; 1998) и очерк о её учителе Кара Караеве, опубликованный в составе фотоальбома к 80-летию Караева (1997).
Народная артистка Республики Азербайджан (2000). ЮНЕСКО в 2008 году удостоила Франгиз Али-заде почётного звания «Артист ЮНЕСКО во имя мира».
Она является председателем Союза композиторов Азербайджана с 2007 года. На XI съезде Союза, состоявшемся 24 января 2025 года, Али-заде была переизбрана председателем Союза на очередной 5-летний срок.

## Общественная деятельность
Является художественным руководителем Международного Фестиваля мугама.
Входит в состав Попечительского совета Бакинского международного центра мультикультурализма.

## Избранные произведения
- Соната для фортепиано № 1 (Памяти Альбана Берга, 1970).
- Концерт для фортепиано с оркестром (1972).
- Струнный квартет № 1 (1974).
- Симфония (1976).
- «Zu den Kindertotenliedern» для кларнета, скрипки и ударных (Памяти Густава Малера, 1977).
- «Песни моей страны», оратория для сопрано, тенора, баса, смешанного хора и оркестра на стихи Наби Хазри (1978).
- «В стиле Габила» для виолончели и подготовленного фортепиано (1979).
- Ода для смешанного хора и оркестра на стихи Давуда Насиба (1980).
- Фантазия для органа (1982).
- «Легенда о белом рыцаре», рок-опера (1985).
- Концерт для камерного оркестра (1986).
- «Три акварели» для спрано, флейты и подготовленного фортепиано на стихи Н.Рафибейли (1987).
- Дилогия I (струнный квартет № 2, 1988).
- Дилогия II для 9 исполнителей (1989/1994).
- «Из японской поэзии» для сопрано, флейты и подготовленного фортепиано на стихи Исикава Такубоку (Посвящается Софии Губайдулиной, 1990).
- Соната для фортепиано № 2 (1990/1999).
- «Пустая колыбель», балет (1993).
- «Мугам-саяги» (Струнный квартет № 3, 1993).
- Фантазия для гитары (1994).
- «Путь к бессмертию» для баритона, смешанного хора и камерного ансамбля на стихи Назыма Хикмета (1995/1999).
- «Мираж» для тара и камерного ансамбля (1998).
- «Азербайджанская пастораль» для 2 гитар, флейт и ударных (1998).
- «Штурм унд дранг» для камерного оркестра (1998).
- «Оазис» (Струнный квартет № 4, 1998).
- «Шелковый путь», концерт для ударных и камерного оркестра (1999).
- «В поисках утраченного времени» для сопрано, кларнета, скрипки, виолончели и фортепиано на стихи Франгиз Али-Заде по роману Марселя Пруста (1999).
- «Gottes ist der Orient» для смешанного хора, органа, арфы и ударных на произведения азербайджанских поэтов и стихи из «Восточно-западного дивана» Иоганна Вольфганга Гёте (2000).
- «Дервиш», септет для виолончели, скрипки, народных инструментов, рассказчика или магнитофона на азербайджанских слова Насими (2000).
- Апшеронский квинтет для подготовленного фортепиано и струнного квартета (2001).
- «Баятилар» для вокального квартета и стеклянных колокольчиков на произведения азербайджанской народной поэзии (2001).
- «Деишме» для двух арф, магнитофона и голосов (2001).
- Концерт для маримбы и струнногооркестра (2001).
- Концерт для виолончели с оркестром (Посвящается Ивану Монигетти, 2002).
- «Волшебные сказки» для симфонического оркестра (2002).
- «Шиштар», метаморфозы для 12 виолончелей (2002).
- «Завтра» для скрипки, виолончели, пипы и подготовленного фортепиано (2003).
- «Противодействия» для виолончели и аккордеона (2002/2003).
- «Sehnsucht», концерт для сопрано и виолончели (2002/2003).
- «Посвящение» для большого симфонического оркестра (2003).
- Зикр для большого ансамбля и голоса на слова Насими (2004).
- «Vorgefuhl» для флейты, гобоя, кларнета, фагота, валторны и виолончели (2005).
- «Оян!» для виолончели (Посвящается Мстиславу Ростроповичу, 2005).
- Хазарский квинтет (2006).
- «Первые слова» для сопрано, кларнета, ударных и магнитофона (2006).
- Опера «Интизар» (2009).

## Награды и звания
- Орден «Честь» (22 мая 2017 года) — за заслуги в развитии азербайджанской культуры[7].
- Орден «Слава» (25 мая 2007 года) — за заслуги в развитии музыкальной культуры Азербайджана[8].
- Народная артистка Азербайджана (28 октября 2000 года) — за заслуги в развитии азербайджанской культуры[9].
- Заслуженный деятель искусств Азербайджанской ССР (1990).
- Почётный диплом Президента Азербайджанской Республики (27 мая 2022 года) — за многолетнюю плодотворную деятельность в развитии азербайджанской музыкальной культуры[10].
- Артист ЮНЕСКО во имя мира (2008).
- Юбилейная медаль «100-летие Пограничной службы Азербайджана» (2021)[11].
- Медаль «Хары бюльбюль» (2021, Общественное Объединение «Кавказ Медиа»)[12].
- Персональная пенсия Президента Азербайджанской Республики (19 марта 2007 года)[13].